# Rose-Marie
Rose-Marie es un musical al estilo de la opereta con música de Rudolf Friml y Herbert Stothart, y libreto y cantables de Otto Harbach y Oscar Hammerstein II. Su trama argumental se desarrolla en las Montañas Rocosas canadienses; narra la historia de Rose-Marie La Flemme, una muchacha francocanadiense que ama al minero Jim Kenyon. Cuando Jim es sospechoso de asesinato, su hermano Èmile planea que Rose-Marie se case con Edward Hawley, un hombre de ciudad.
La obra se estrenó en Broadway en el Teatro Imperial el 2 de septiembre de 1924, representándose 557 veces. Fue el musical más duradero en Broadway de los años 20, hasta que fue sobrepasada por The Student Prince (1926).
Es una obra actualmente poco representada; en las estadísticas de Operabase aparece con sólo una representación en el período 2005-2010.

## Adaptaciones cinematográficas
- Rose-Marie (1928, director: Lucien Hubbard)
- Rose Marie (1936, director: W. S. Van Dyke)
- Rose Marie (1954, director: Mervyn LeRoy)